# Walther Hewel
Walther Hewel (2 de gener de 1904 - 2 de maig de 1945) va ser un diplomàtic alemany abans i durant la Segona Guerra Mundial, un dels primers membres actius del Partit Nazi, i un dels pocs amics personals del dictador alemany Adolf Hitler.

## Primers anys
Hewel va néixer el 1904 fill d'Antoni i Elsa Hewel, neix a Colònia, on el seu pare tenia una fàbrica de cacau. El seu pare va morir el 1913, i deixa la càrrega de la família a la seva dona.
Tot i que encara era un adolescent en el moment, i es calcula que fou una de les 200 o 300 primeres afiliacions.
Hewel es va graduar el 1923 i va estudiar a la Universitat Tècnica de Múnic. El mateix any, va participar en el fallit Beer Hall Putsch. Després de la condemna posterior de Hitler per traïció, Hewel estigué a la presó de Landsberg amb ell i, durant diversos mesos, va actuar com a ajudant de cambra de Hitler.
Després del cop d'estat, Hewel treballar durant diversos anys com a venedor de cafè per una empresa britànica de les Índies Orientals Holandeses (actualment Indonèsia). A Indonèsia, Hewel organitzar la branca local del Partit Nazi amb membres expatriats alemanys allà. El 1937, el Partit Nazi havia establert sucursals a Batavia, Bandung, Semarang, Surabaya, Medan, Padang, i Makassar.

## Amb l'Alemanya nazi
Durant la dècada de 1930, Hewel va tornar a Alemanya, on va ser nomenat per al servei diplomàtic del país i enviat a Espanya.
El 1938 torna a Alemanya i va reprendre la seva amistat amb Hitler.
Hewel va servir com a diplomàtic en el Ministeri de Relacions Exteriors, i el 15 març 1939 va transcriure la conferència entre Hitler i el president txec Emil Hácha.
Tècnicament Hewel va ser un ambaixador que havia de servir d'enllaç entre Joachim von Ribbentrop i Hitler. No obstant això, va passar la major part de la Segona Guerra Mundial sense una cartera oficial i una vegada va descriure com "un ambaixador de cap lloc." Els supervivents del cercle íntim de Hitler van afirmar que Hewel devia la seva posició a la seva llarga relació amb el Partit Nazi, i perquè era un dels amics de Hitler. En les seves memòries, Traudl Junge, secretària privada de Hitler, descriu Hewel com una espècie de majordom de Hitler. Segons Junge, Hewel va ser posat a càrrec de la coordinació de Cancelleria nova, mantenint la "pau" entre els funcionaris militars i civils al voltant de Hitler, i la regulació de contacte entre els homes i dones del seguici de Hitler.
Gairebé tots els seus coneguts el van descriure com un home simpàtic i de bon caràcter, si no poc agraciat d'intel·ligència,. En general va acabar manegant situacions i esdeveniments que Hitler no podia manejar.
Altres membres del cercle intern van relatar que, a diferència de molts altres líders nazis, Hewel va ser capaç de mantenir-se despert i atent durant llargs monòlegs de Hitler en temes com l'antisemitisme. Per exemple, Heinz Guderian, en recordar Hewel, va assenyalar que era "un bon narrador i un bon oient." 
Hewel tendia a ser tímid amb les dones, i com a resultat, sovint Hitler va tractar de fer de matrimonier per a ell. El 1944, es va casar amb Elizabeth Hewel a Berchtesgaden. En el moment de la mort d'aquesta un any després tenien dues filles.

## El final de la guerra
Fins que Hitler es va suïcidar el 30 d'abril de 1945, Hewel va romandre al seu costat fins a l'últim moment, Pel que sembla, Hewel va ser l'últim membre del seu cercle de participar en una conversa llarga i personal amb Hitler.
Després del suïcidi de Hitler, Hewel va escapar del Führerbunker en un grup liderat per Wilhelm Mohnke. pel que sembla patia d'estrès psicològic. En les seves memòries, Traudl Junge va afirmar que, després de la mort de Hitler, Hewel semblava molt confós i era incapaç de prendre les més simples decisions.
En arribar a un reducte de l'Exèrcit el 2 de maig de 1945, Hewel va fer comentaris en el sentit que pensava suïcidar-se. Malgrat els esforços del Dr Ernst-Günther Schenck, qui va tractar de parlar-ne, Hewel es va suïcidar de la mateixa manera que Hitler, mossegant una càpsula de cianur, proporcionada pel mateix Hitler, mentre que es dispara al cap. Quan va saber de la capitulació.
D'acord amb Schenck, Hitler havia encoratjat a Hewel per suïcidar-se, i va rebre l'advertència d'aquest que si era capturat per l'Exèrcit Roig, seria torturat i "titella en un museu de cera". A més, Hitler va donar Hewel una càpsula de cianur i una pistola Walther 7,65, a continuació, li va fer jurar que es suïcidaria abans de deixar-se capturar pels russos.
Arran de la seva amistat amb Hitler, Hewel tenia molta llibertat en les seves accions. Per exemple, segons O'Donnell, Hewel jugava constants bromes pesades el seu cap, Ribbentrop, per tal de divertir Hitler i altres membres del seu seguici.

## Al cinema
Walther Hewel ha estat interpretat pels següents actors en produccions de cinema i televisió.
- John Savident en la pel·lícula britànica de Hitler 1973: The Last Ten Days.
- Gerald Alexander Held: a la pel·lícula L'enfonsament 2.004 alemany (Der Untergang).